# Guido Masanetz

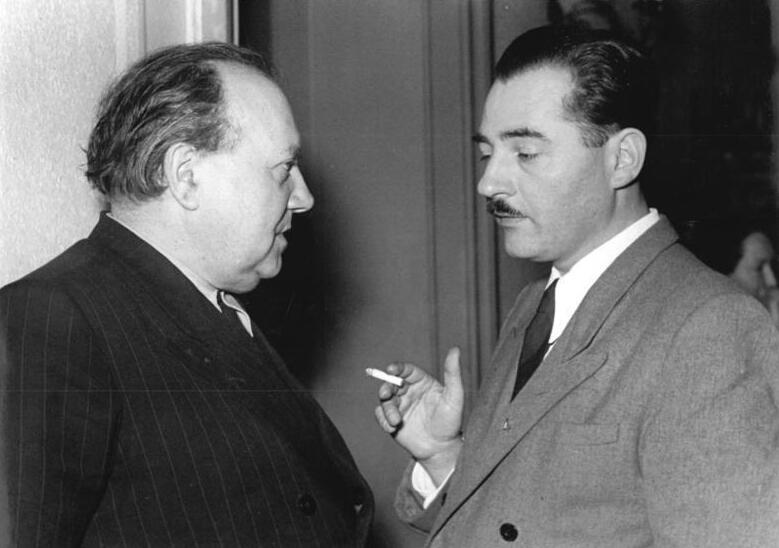
Guido Masanetz (rechts) mit Ottmar Gerster (1952)

Guido Masanetz (* 17. Mai 1914 in Friedeck, Österreichisch-Schlesien, Österreich-Ungarn; † 5. November 2015 in Berlin) war ein deutscher Musikdirektor, Komponist und Kapellmeister.

## Leben
Masanetz war eine der bedeutendsten und erfolgreichsten Musikerpersönlichkeiten der DDR. 

Er stammte aus einem musizierfreudigen Elternhaus und erhielt vom achten Lebensjahr an Unterricht in Klavier und Musiktheorie. Bald stand sein Berufsziel Konzertpianist fest. Nach der Volksschule in Friedeck und dem Gymnasium in Mährisch Ostrau erhielt er dazu eine Ausbildung an der Städtischen Musikschule in Mährisch Schönberg. Während seines Militärdienstes beim 35. Infanterie-Regiment der tschechoslowakischen Armee in Pilsen konnte er seine Ausbildung in Musiktheorie und Komposition bei Josef Bartovský fortsetzen.
Den Schwerpunkt seines Wirkens bildete aber recht bald die Tätigkeit als Kapellmeister und die Komposition. 1938/1939 hatte er ein Engagement als Ballett-Repetitor am damaligen deutschen Brünner Stadttheater, an dem 1941 auch seine Operette Barbara erstmals aufgeführt wurde. Ab 1940 arbeitete er im Protektorat Böhmen und Mähren als Konzertpianist beim Sender Brünn und als Zensurbeauftragter, bevor er 1941 zum 172. Infanterie-Regiment der Wehrmacht nach Bautzen eingezogen wurde, wo er vor allem als Militärmusiker tätig war.
Nach dem Zweiten Weltkrieg und der Zeit der Kriegsgefangenschaft wirkte er von 1945 bis 1949 als Kapellmeister am Stadttheater Zittau sowie als Dozent für Musiktheorie am Johanneum. Von 1951 bis 1955 war er in Berlin Musikalischer Oberleiter des Staatlichen Volkskunstensembles der DDR. Anschließend arbeitete Masanetz bis 1960 als Sekretär für Unterhaltungsmusik beim Verband der Komponisten und Musikwissenschaftler der DDR. Von 1962 bis 1966 war er Musikdramaturg im Verlag „Lied der Zeit“, bevor er freischaffender Pianist, Komponist und Dirigent wurde. Über drei Jahrzehnte war er als Dirigent am Metropol-Theater Berlin tätig und leitete dort auch die Uraufführungen seiner Werke.
Masanetz komponierte zahlreiche Lieder, Schlager, Operetten, Musicals und Filmmusiken, insbesondere auch für Märchenfilme. Er schuf das langjährig erfolgreich gespielte Musical In Frisco ist der Teufel los. Aus seiner Feder stammen unter anderem die bekannten Lieder Bunte Lampions (1946 für Rudi Schuricke) und 1962 Seemann, hast du mich vergessen?.
2005 wurde er bei den Elblandfestspielen in Wittenberge von Manfred Stolpe mit dem Ehrentitel „Musikdirektor“ ausgezeichnet. Sein künstlerisches Credo war stets „die Stärkung und Ausschöpfung der Vielfalt der harmonischen Melodie“.
Seit 1986 war der Komponist in vierter Ehe mit Sibylle verheiratet. Er kümmerte sich als Stiefvater um ihre Tochter Barbara Nehring (geb. 1967). Er starb am 5. November 2015 im Alter von 101 Jahren in Berlin. Die Witwe hat dem Deutschen Musicalarchiv einen Teil des Nachlasses als Geschenk überlassen.  

## Werke

### Opern
- Der Wundervogel, Eine Oper nach einer chinesischen Erzählung. Text von Paul G. Reime. Musik von Guido Masanetz, 1955
- Sprengstoff für Santa Ines, Volksoper nach dem gleichnamigen Roman von Eduard Klein, Uraufführung: 16. Juni 1973, Felsenbühne Rathen

### Operetten vor 1949
- Barbara, Operette – Textbuch von Erich Elstner – Uraufführung: 7. Juni 1941, Theater Brünn (entstanden 1939/1941)
- Die Reise nach Budapest, Operette, 28. November 1942, Theater Bautzen
- Die Mandelblüte, Operette – Uraufführung: 1948, Theater Bautzen

### Partituren für das Heitere Musiktheater der DDR (Operette, Musical, Musikalisches Lustspiel u. a.)
- Eine unmögliche Frau, Operette – Musik von Guido Masanetz – Textbuch von Peter Bejach – Uraufführung: 25. September 1954, Volkstheater Rostock
- Wer braucht Geld?, Operette – Musik von Guido Masanetz – Textbuch von Otto Schneidereit (Erstfassung von In Frisco ist der Teufel los, im Entwurf Hotel Nevada) – Uraufführung: 17. November 1956, Metropoltheater Berlin
- In Frisco ist der Teufel los, Operette – Musik von Guido Masanetz – Textbuch von Otto Schneidereit, Neufassung mit Maurycy Janowsky – Uraufführung: 23. März 1962, Metropoltheater Berlin (Vertrieb: Alkor-Bärenreiter)
- Eva und ihr Moralist, Operette – Musik von Guido Masanetz – Textbuch von Helmut Baierl – Uraufführung: 9. Januar 1958, Theater Nordhausen
- Der Instrukteur soll heiraten, Operette – Musik von Guido Masanetz – Textbuch von Jan Hall – Uraufführung: 7. Oktober 1959, Musikalische Komödie Leipzig
- Mein schöner Benjamino, Musical – Musik von Guido Masanetz – Textbuch von Jo Schulz – Uraufführung: 11. Mai 1963, Metropoltheater Berlin (Vertrieb: Schott)
- Vasantasena, Nach einem alten indischen Motiv, Musical – Musik von Guido Masanetz – Textbuch von Peter Ensikat – Uraufführung: 8. September 1978, Metropoltheater Berlin (Vertrieb: Alkor-Bärenreiter)

### Operettenbearbeitungen
- Die listigen Frauen oder Die Wilderer, Große Operette in 3 Akten nach Les Braconniers von Jacques Offenbach. Musikalische Bearbeitung von Guido Masanetz. Textliche Neufassung von Jan Möhwald. Unverkäufliches Bühnen-Manuskript (Maschinenschrift vervielfältigt); Berlin W 8: VEB Lied der Zeit 1958 (Vertrieb: Schott)
- Der Bettelstudent, Operette in zwei Akten (4 Bildern) von F. Zell und Richard  Genée. Musik von Carl Millöcker. Textliche und musikalische Neueinrichtung nach der Urfassung von Egon Maiwald und Guido Masanetz; Berlin W 8: VEB Lied der Zeit 1972 (Vertrieb: Schott)

### Schauspiel
- Harald Hauser: Im himmlischen Garten. Musik von Guido Masanetz – Uraufführung: 14. September 1958, Städtische Theater Karl-Marx-Stadt (Erstausstrahlung der Fernsehinszenierung von Gottfried Grohmann und Hans Flick am 27. November 1958)

### Filmmusik
- 1963: Nur ein Märchen

## Ehrungen
- 1969: Ehrenbürger des Ostseebades Prerow
- 1974: Vaterländischer Verdienstorden in Bronze[3]
- 1977: Kunstpreis der „Berliner Zeitung“
- 1979: Kunstpreis der DDR
- 1979: Nationalpreis der DDR III. Klasse für Kunst und Literatur, für die Vertonung des indischen Sanskrit-Stückes „Vasantasena“
- 1984: Theodor-Körner-Preis
- 1988: Ehrenmitglied der GEMA
- 1989: Vaterländischer Verdienstorden in Silber[4]
- 2005: Ehrentitel Musikdirektor (MD) bei den VI. Elblandfestspielen Wittenberge
- 2007: Sudetendeutscher Kulturpreis für Musik
- 2008: Ordentliches Ehrenmitglied der Europäischen Kulturwerkstatt e. V. (EKW) Berlin-Wien